# 50 a.C.

## Eventos
- Lúcio Emílio Lépido Paulo e Caio Cláudio Marcelo, cônsules romanos.
- Ápio Cláudio Pulcro e Lúcio Calpúrnio Pisão Cesonino, censores romanos.
- Oitavo e último ano das Guerras Gálicas do general Júlio César:
  - Diversas campanhas menores terminam o processo de pacificação e anexação da Gália ao Império Romano.
- Eventos que levariam à Guerra Civil de César:
  - Eram aliados de Júlio César o cônsul Lúcio Paulo e o censor Lúcio Pisão, seu sogro; de Pompeu, o censor Ápio Cláudio. Porém, este ajudou mais César do que Pompeu ao remover das listas vários senadores e equestres sem consultar Lúcio Pisão, o que os fez mudar para o lado de César.
  - No final do ano, as legiões, que haviam sido organizadas para lutar contra os partas e não eram mais necessárias, e estavam sob o comando de César, são entregues, pelo cônsul Marcelo, a Pompeu; Cornélio Lêntulo e Caio Cláudio, os cônsules do próximo ano, foram convencidos por Marcelo para a causa de Pompeu e reafirmam a ordem.
  - Sabendo da intenção de seus inimigos, César reteve as legiões sob seu comando.

## Nascimentos
- Shammai - sábio judeu do primeiro século.

## Outros
- As histórias do personagem de banda desenhada Asterix são ambientada deste ano.